# VIII Bomber Command
L'VIII Bomber Command (VIII comando bombardieri) è stato un reparto dell'USAAF durante la seconda guerra mondiale, formalmente attivo dal 1942 al 1944. Assieme all'VIII Fighter Command fece parte della Eighth Air Force, la principale componente aerea degli Stati Uniti schierata nelle basi nel Regno Unito per partecipare alla guerra in Europa.
Il suo compito principale era il bombardamento strategico del territorio francese, belga, olandese occupato dalla Germania nazista e soprattutto del territorio dello stesso Terzo Reich. Secondo le teorie strategiche dei generali americani, l'VIII Bomber Command, equipaggiato con un numero crescente di eccellenti bombardieri pesanti quadrimotori, sferrò continui attacchi aerei diurni teoricamente contro obiettivi militari e industriali del nemico, volando in compatte formazioni (combat box) ad alta quota prevalentemente senza scorta di caccia, fidando sulla capacità dei suoi bombardieri di difendersi con il fuoco delle loro numerose mitragliatrici pesanti.
A costo di forti perdite i bombardieri del VIII Bomber Command, guidati da abili e aggressivi ufficiali come i generali Ira Eaker, Curtis LeMay, Haywood S. Hansell, accrebbero costantemente la loro potenza ed efficacia. Il 22 febbraio 1944 l'alto comando alleato riorganizzò la struttura di comando; il quartier generale dell'Eighth Air Force venne utilizzato per costituire il comando centralizzato dell'United States Strategic Command in Europe, mentre l'VIII Bomber Command assunse la nuova denominazione di Eighth Air Force che mantenne fino al termine della guerra.

## Storia

### 1942: costituzione negli USA e spostamento in Gran Bretagna
Dopo l'entrata in guerra degli Stati Uniti dovuta all'attacco giapponese di Pearl Harbor del 7 dicembre 1941, agli inizi del gennaio 1942 i capi dell'amministrazione Roosevelt decisero che la United States Army Air Force costituisse una forza aerea da inviare in Europa al fianco della Royal Air Force britannica. Tale unità fu la Eighth Air Force (8ª AF), che comprendeva l'VIII Fighter Command e, per l'appunto, l'VIII Bomber Command, quest'ultimo nato ufficialmente il 19 gennaio 1942 negli USA e attivato il 1º febbraio nella Langley Air Force Base. Circa dieci giorni dopo l'unità si unì alla Eighth Air Force nell'Hunter Army Airfield di Savannah.

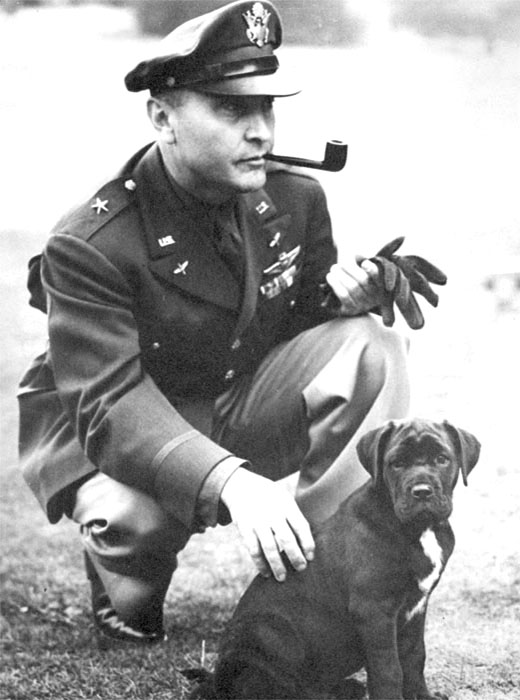
Il brigadier generale Ira C. Eaker, comandante dell'VIII Bomber Command, come altri comandanti USAAF, non era d'accordo con le concezioni strategiche della RAF

La pianificazione strategica dell'alto comando americana era estremamente ambiziosa e prevedeva un grande e rapido incremento delle forze a disposizione dell'Eighth Air Force che sarebbe stato accompagnato da un imponente sforzo logistico con l'utilizzo di strutture già presenti e la costruzione di quasi un centinaio di nuovi impianti e campi di volo. I piani originari prevedevano che entro l'agosto 1942 la Eighth Air Force disponesse di 1.000 aerei che sarebbero dovuti salire a 3.500 nell'aprile 1943; i progetti dettagliati pianificavano la costituzione iniziale di 66 gruppi aerei, l'VIII Bomber Command avrebbe avuto a disposizione 700 bombardieri pesanti quadrimotori. La struttura organica dell'USAAF prevedeva che alla base vi fosse lo Squadron, composto da 13 aerei nel caso di unità da bombardamento o da 23 a 28 se il reparto era composto da aerei da caccia; 2-5 Squadrons formavano un Group; due o quattro Groups andavano poi a costituire la massima unità tattica, cioè il Wing.
Un primo distaccamento di bombardieri toccò terra in Inghilterra il 23 febbraio, ma il grosso degli aviatori giunse, senza aerei, a partire dal maggio 1942, dopo che il generale Carl Spaatz, comandante della 8ª AF, aveva concordato con i britannici tutti gli aspetti amministrativi e logistici. Il quartier generale venne fissato nell'aeroporto della RAF di Daws Hill, vicino ad High Wycombe (Buckinghamshire) e lì rimase fino alla fine della guerra. A capo dell'VIII Bomber Command fu messo invece il brigadier generale Ira C. Eaker il quale, insieme al suo superiore Spaatz, considerava con scetticismo le strategie di guerra aerea impiegate dal Bomber Command della RAF negli anni precedenti. I due statunitensi infatti sostenevano l'inutilità e l'inefficacia del bombardamento a tappeto condotto per giunta di notte, come faceva la RAF, avendo invece massima fiducia nel bombardamento di precisione diurno, teoricamente possibile per i bombardieri americani grazie al sofisticato sistema di puntamento Norden installato nei loro B-17E Flying Fortress e B-24 Liberator; inoltre questi aerei erano teoricamente in grado di respingere gli attacchi dalla caccia tedesca grazie al potente armamento difensivo a disposizione.

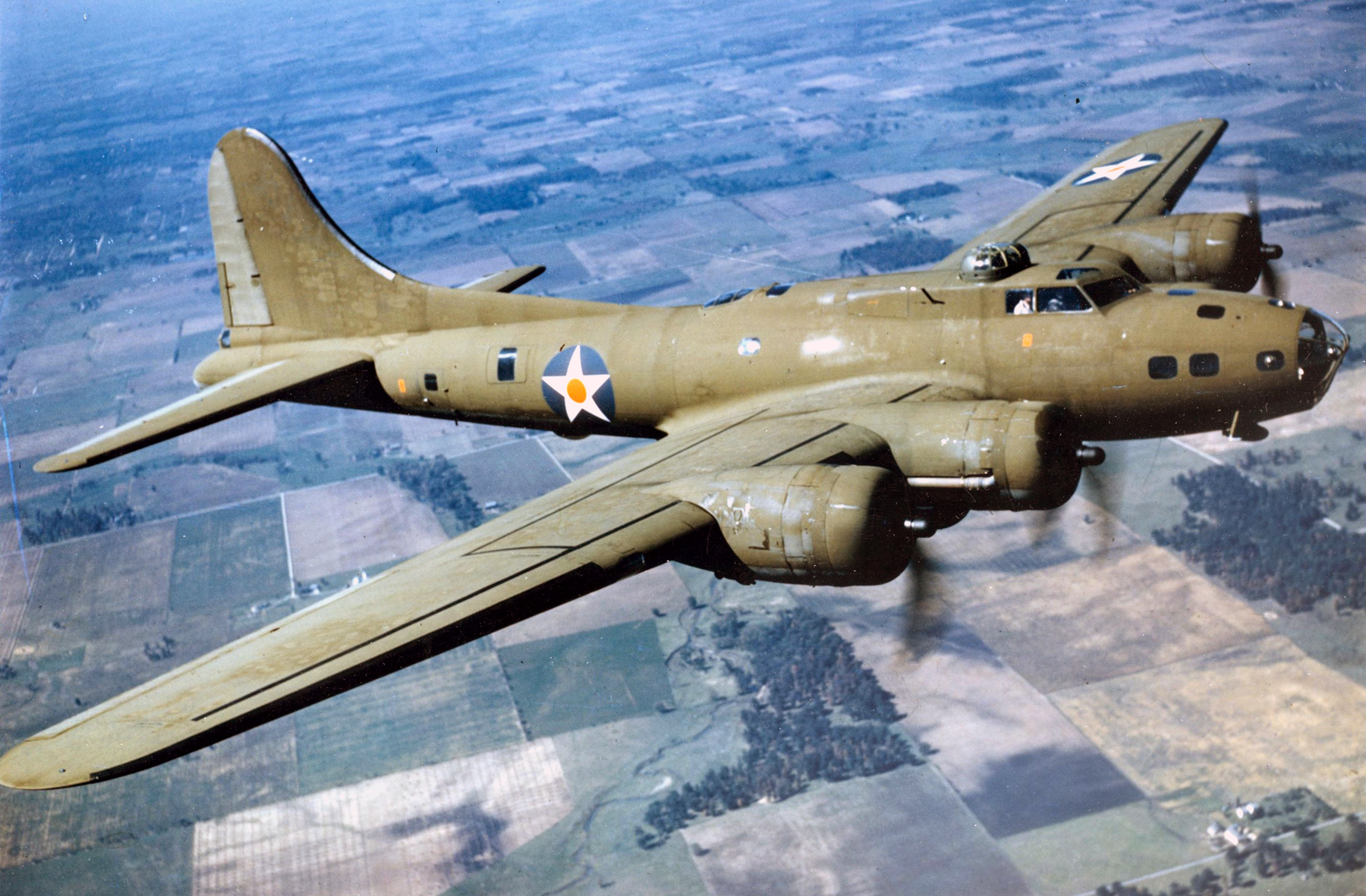
Boeing B-17E Flying Fortress

Il primo B-17E arrivò a Prestwick (Scozia) il 1º luglio 1942 imitato, entro la fine del mese, da altri 49 aerei dello stesso tipo. Il 27 luglio diventò operativa a Grafton Underwood (Northamptonshire) la prima unità della Eighth Air Force, il 97th Bombardment Group, ed entro breve tempo sorsero ben quattro Wing da bombardamento. Il generale Henry H. Arnold, comandante in capo dell'USAAF, diramò a queste formazioni un ordine di priorità degli obiettivi da colpire nella Francia settentrionale: installazioni portuali e navali nonché industrie belliche; fabbriche aeree e di munizioni; vie di comunicazioni. Il battesimo del fuoco per l'VIII Bomber Command giunse il 17 agosto 1942 quando al 97th Bombardament Group arrivò l'ordine di distruggere la ferrovia Rouen-Sotteville. Alla missione partecipò il generale Eaker in persona alla guida di 12 fortezze volanti protette dagli Spitfire forniti dalla RAF. Le 18 tonnellate di bombe sganciate non toccarono minimamente la ferrovia ma in compenso non si registrarono perdite. Due giorni dopo, il 19 agosto, lo stesso del fallimentare raid su Dieppe, altri 24 B-17E, sempre scortati dalla RAF, scaricarono alcune bombe attorno all'aeroporto di Abbeville e sopra le postazioni della Wehrmacht. Il 6 settembre, nel corso di due incursioni simultanee sull'aeroporto di Saint-Omer-en-Chaussée e alle fabbriche aeronautiche di Méaulte, si verificarono le prime perdite dell'VIII Bomber Command che non vide tornare due bombardieri.

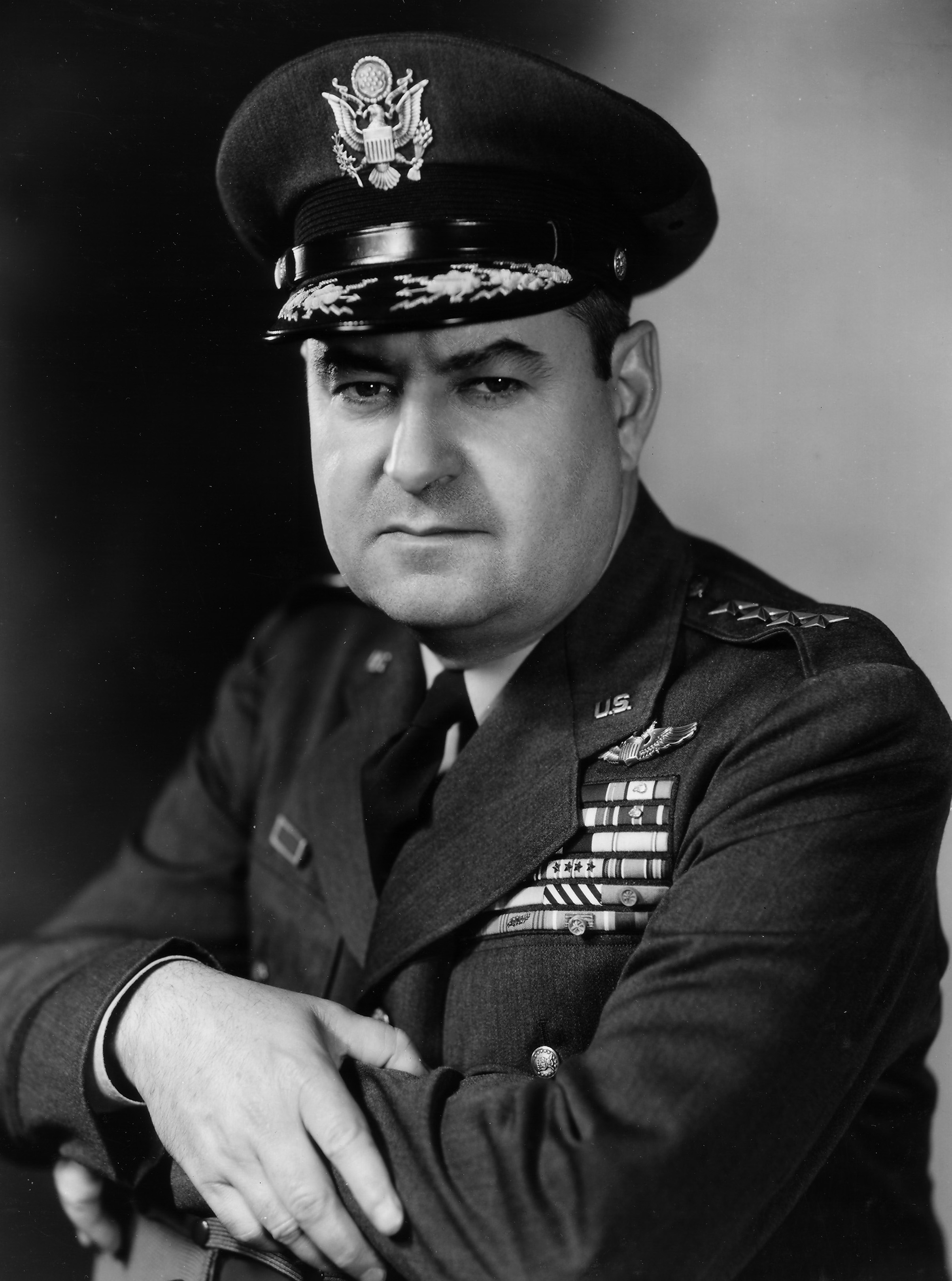
Il colonnello Curtis LeMay rivoluzionò le tattiche dell'VIII Bomber Command, impiegando il sistema del combat box.

Per la fine di settembre entrò in scena il primo Group di Liberator e il 9 ottobre l'VIII Bomber Command eseguì la sua incursione importante, impiegando 91 fortezze volanti e 24 Liberator, ai danni delle industrie di armamenti di Lilla. L'esito finale fu però deludente: i bombardieri ruppero le formazioni, cinque vennero abbattuti, e le fabbriche non subirono danni. Alla fine di ottobre alcuni velivoli vennero ceduti alla Twelfth Air Force da poco costituita per fornire il supporto aereo all'operazione Torch in Nordafrica e il 5 dicembre Spaatz andò a dirigere la Northwest African Air Forces lasciando il comando della Eighth Air Force a Eaker, mentre il generale Newton Longfellow divenne il comandante dell'VIII Bomber Command. Dal 17 agosto in avanti l'VIII Bomber Command aveva inviato in missione 957 bombardieri, 780 dei quali avevano sganciato 1.586 tonnellate di ordigni.
Nella seconda metà del 1942 l'VIII Bomber Command, parallelamente al suo rafforzamento logistico e numerico, modificò radicalmente le sue formazioni di volo e le tecniche di bombardamento per adeguarle alla difficile missione di condurre a termine con successo lunghe missioni nel cuore del territorio nemico, di giorno e senza scorta di caccia, ricercando e colpendo obiettivi prevalentemente industriali e militari. Su iniziativa del colonnello Curtis LeMay nacque e venne adottata la tattica del combat box; LeMay riteneva che fosse essenziale per ottenere i migliori risultati che i bombardieri fossero schierati in formazioni di 18 o 21 aerei suddivisi in gruppi di tre, accuratamente posizionati a quote diverse in modo da essere in grado di organizzare un potente e quasi impenetrabile schermo di fuoco in tutte le direzioni con le 10-12 mitragliatrici pesanti che equipaggiava ogni B-17 e B-24. Inoltre LeMay prescrisse ai suoi uomini di volare in linea retta sempre alla stessa quota, con velocità costante sull'obiettivo, senza perdere tempo con ritardatari o aerei danneggiati, senza effettuare manovre evasive e senza preoccuparsi del fuoco contraereo; in questo modo la formazione avrebbe mantenuto la coesione, il pericolo delle difese sarebbe stato minore e il puntamento con il Norden sarebbe stato più facile. La tattica del combat box, numericamente rinforzato fino a comprendere anche 54 o 108 aerei, da quel momento fu la caratteristica distintiva delle forze aeree da bombardamento degli Stati Uniti, garantendo risultati di crescente efficacia e permettendo ai bombardieri di raggiungere e colpire nella grande maggioranza dei casi i loro bersagli.
Il colonnello LeMay mise in pratica le sue tattiche il 23 novembre 1942 guidando personalmente nel bombardiere di testa i combat box del 305th Bomb Group contro il porto francese di Saint-Nazaire; l'incursione fu un brillante successo; gli aerei volarono dritti ad alta quota sopra l'obiettivo senza subire perdite e colpendo con precisione.

### 1943: vittorie e sconfitte sui cieli d'Europa

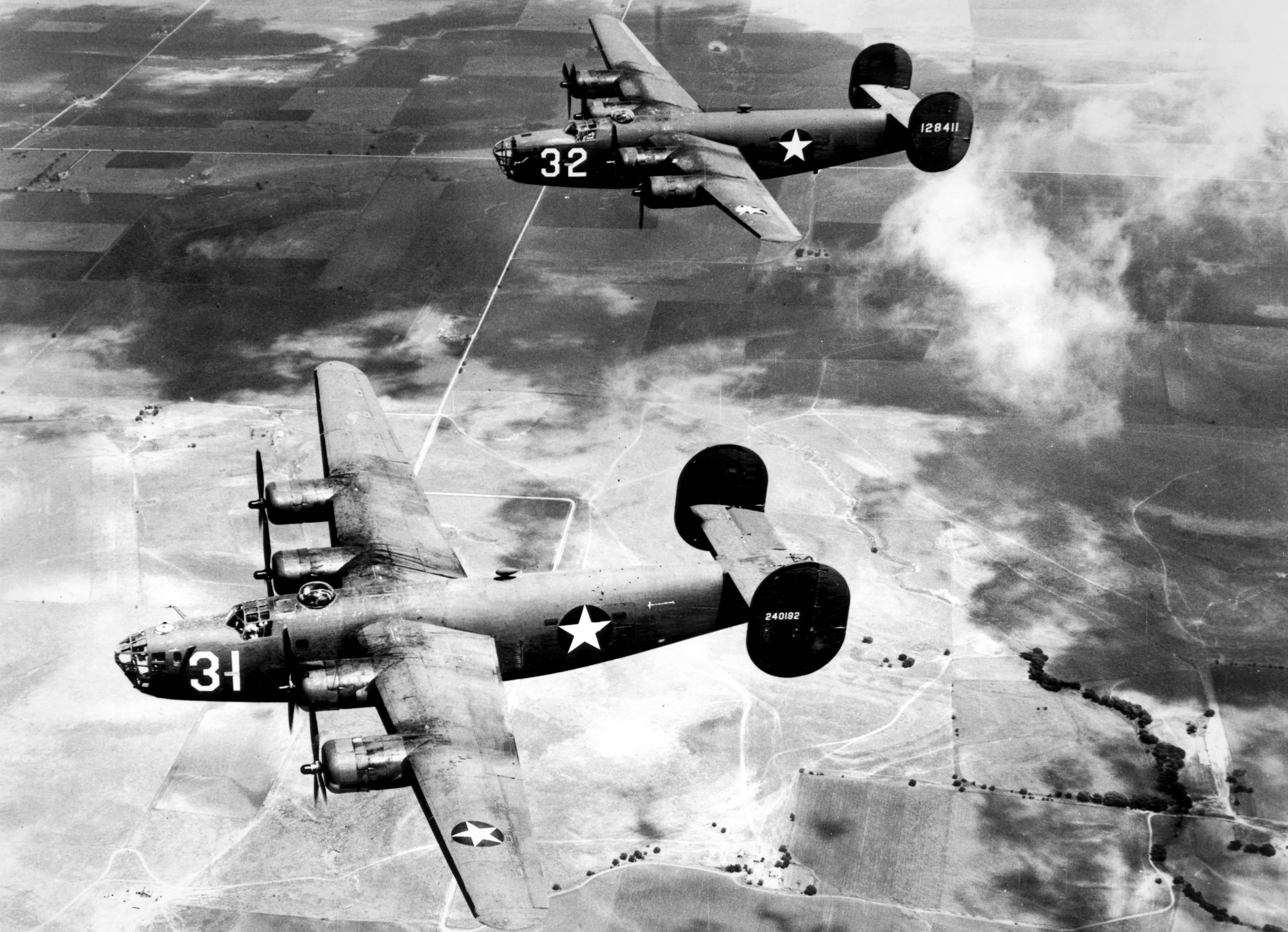
Due Consolidated B-24 Liberator in volo

Per rispondere a quanto deciso nella conferenza di Casablanca, il comandante della Eighth Air Force, generale Eaker, chiese ai suoi superiori un rafforzamento della prima linea facendo arrivare ingenti quantità di bombardieri (ne reclamava 944 per il 1º luglio 1943 e 1.192 entro il 1º ottobre) con i quali si sentiva sicuro di diminuire dell'89% la produzione di U-Boot, del 76% quella dei cuscinetti a sfera, del 65% quella dei bombardieri e del 43% quella dei caccia, ma la sua richiesta non venne mai esaudita (ad ottobre saranno attivi solo 850 bombardieri).

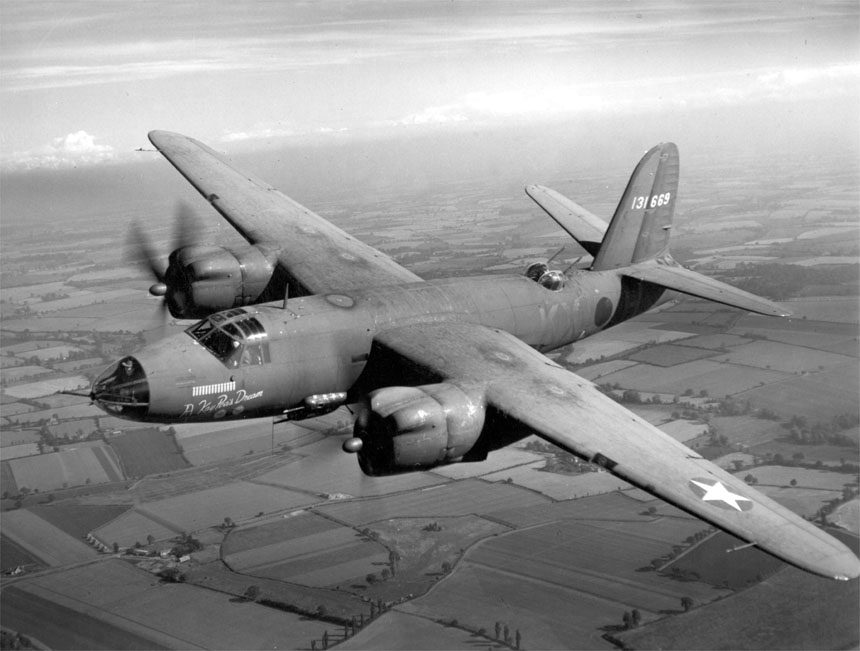
Martin B-26 Marauder

L'attività all'inizio del 1943 fu ridotta per l'VIII Bomber Command. In data 27 gennaio venne condotto il primo attacco contro un obiettivo tedesco, il porto e i ricoveri dei sommergibili di Wilhelmshaven, ma vennero procurati pochi danni. Tra gennaio e febbraio vennero poi effettuate missioni di piccolo conto su Saint-Nazaire, Lorient e Brest. L'attività si intensificò da marzo alla fine di giugno con voli diretti principalmente sempre sulla Francia. Alcuni di questi finirono con un successo per gli statunitensi, come quello eseguito il 18 marzo da 97 tra B-17 e B-24 su Brema-Vegesack dove colarono a picco sette sommergibili a fronte di due soli bombardieri persi, ma nel complesso il maltempo, la FlaK e la caccia tedesca, nonostante l'impiego del P-47 Thunderbolt come caccia di scorta (tuttavia con autonomia insufficiente), vanificarono gli sforzi dei piloti americani che subirono perdite più elevate dei loro colleghi del Bomber Command senza eguagliarne la potenza distruttiva: fra il 1º gennaio e il 30 giugno 1943 la percentuale di aerei abbattuti fu del 6,6% e di quelli danneggiati del 35,5%, mentre solo il 12,7% dei piloti dell'VIII Bomber Command mandava a segno le bombe entro un raggio di 274 metri dall'obiettivo. Tragico il debutto dei Martin B-26 Marauder, che il 14 maggio sganciarono nella centrale elettrica di IJmuiden (Olanda Settentrionale) bombe a scoppio talmente ritardato che i tedeschi riuscirono a disinnescarle; quando tre giorni dopo ritornarono sullo stesso luogo, i Messerschmitt Bf 109 della Luftwaffe ne distrussero 11 su 12.
In luglio, a dispetto delle perdite costantemente elevate (6,8% di aerei persi e il 62,5% danneggiati a fine mese), l'VIII Bomber Command, passato al comando del generale Frederick L. Anderson, riuscì a mettere a segno qualche vittoria, pur rimanendo sempre all'ombra della RAF e dei bombardamenti che in quel periodo il Mediterranean Air Command effettuava in Italia. Il 4 luglio vennero portati a termine fruttuose incursioni a La Pallice, Le Mans e Nantes, dieci giorni dopo fu interrotta per quasi un mese l'attività della SNCAN di Vélizy-Villacoublay, e verso la fine del mese le fabbriche Fieseler ed Heinkel, rispettivamente di Kassel e Seebad Warnemünde, ricevettero dei duri colpi che rallentarono notevolmente la produzione.
Il 17 agosto 1943, ad un anno esatto dall'inizio delle attività, l'VIII Bomber Command subì una parziale sconfitta nella famosa incursione di Schweinfurt-Ratisbona, che fece capire al generale Eaker ed ai suoi superiori che i bombardieri, senza un caccia a lunga autonomia che li proteggesse per tutto il tragitto, erano troppo esposti ai piloti della Luftwaffe. Obiettivi erano le fabbriche Messerschmitt a Ratisbona e quelle di cuscinetti a sfera di Schweinfurt, e i tempi della missione vennero studiati per far sì che la forza diretta in quest'ultima cittadina non incontrasse la caccia tedesca, costretta a fare rifornimento dopo aver attaccato i bombardieri su Ratisbona. I P-47 Thunderbolt sorvegliarono i 146 B-17 guidati dal colonnello Curtis LeMay che dirigevano su Ratisbona fino al confine belga-tedesco, quindi i Bf 109 e gli Fw 190 abbatterono 14 fortezze volanti, mentre le altre, dopo aver sganciato le loro bombe sull'obiettivo, deviarono verso sud-ovest verso l'Algeria, anche se altri 10 aerei caddero per merito dei caccia tedeschi partiti dall'Austria. A questo punto sarebbero dovuti decollare altri 230 B-17 che al comando del generale Robert B. Williams doveva attaccare Schweinfurt, ma il maltempo persistente sull'Inghilterra ne rallentò la partenza, sicché gli uomini di Hermann Göring (capo della Luftwaffe) ebbero il tempo di rifornirsi e tornare a sorvegliare i cieli, facendo precipitare 36 bombardieri. Su 376 aerei partiti, l'VIII Bomber Command non ne vide tornare 60, anche se in compenso la Messerschmitt aveva incassato notevoli danni così come le tre industrie di Schweinfurt oggetto dell'offensiva, tra le prime a sperimentare un calo di produttività che col passare del tempo gli statunitensi causeranno con i loro attacchi a molti altri impianti.

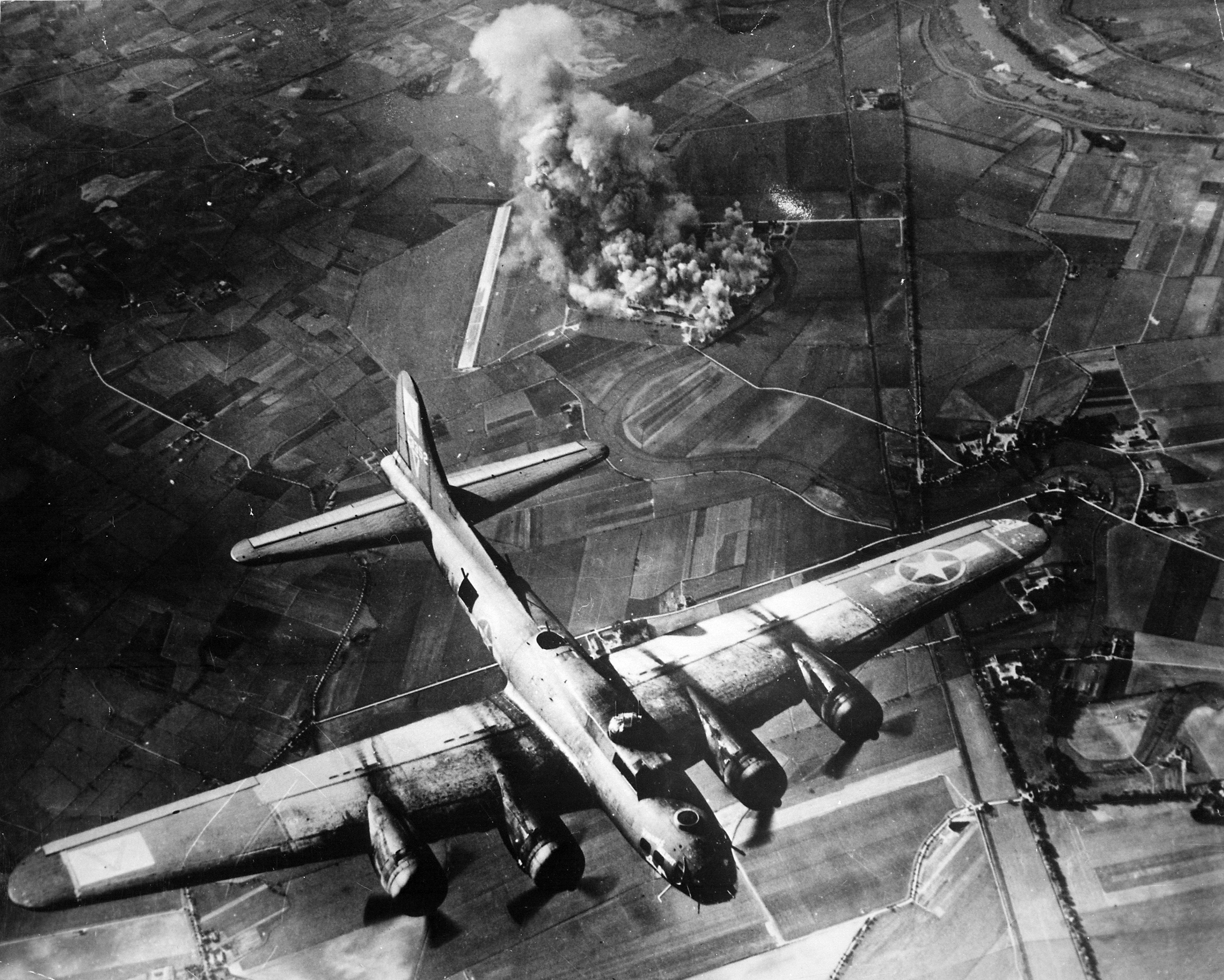
Un B-17 fotografato su Marienburg il 9 ottobre 1943, con dietro di sé le fabbriche Focke-Wulf efficacemente bombardate

Già due giorni dopo però, il 19 agosto, i piloti USAAF si rialzarono in volo anche se per fare rotta non per la Germania, dove tornarono solo il 27 settembre per eseguire un bombardamento a tappeto in stile Bomber Command su Emden, ma per varie località francesi, anche con l'appoggio, tra l'8 e il 9 settembre, della RAF, da cui tra l'altro derivarono il radar H2X. Tutte le missioni non furono impegnative (parteciparono in media qualche decina di velivoli per incursione) ma ebbero l'effetto di rodare ulteriormente gli equipaggi. Il trend negativo per quello che riguardava le perdite però si riconfermò in ottobre. L'8 di questo mese infatti 30 bombardieri non tornarono da un'incursione sulle fabbriche Weser di Brema-Vegesack e il giorno dopo stessa sorte toccò a 28 B-17 caduti sui cieli di Marienburg ed Anklam (a Marienburg tuttavia venne effettuato un eccezionale bombardamento di precisione ai danni delle fabbriche Focke-Wulf). Eaker, non scoraggiato dalle perdite di equipaggi subite su Schweinfurt il 17 agosto, ordinò un ulteriore bombardamento delle fabbriche della città bavarese il 14 ottobre. Alla missione, giudicata dalla RAF una pazzia, parteciparono 291 B-17 adeguatamente scortati da 103 P-47, ma quando questi furono costretti a ritornare alle basi per fare rifornimento, i caccia tedeschi, benché ostacolati dalle mitragliatrici dei B-17 che ne abbatterono non meno di 25, distrussero 60 fortezze volanti danneggiandone irrimediabilmente altre 17, bollinando così la giornata come il "giovedì nero" per i piloti statunitensi che caddero in uno stato di sconforto. Arthur Harris, capo del Bomber Command, invitò Eaker a cessare i voli diurni in favore di quelli notturni, ma il generale statunitense rifiutò. Per il resto di ottobre fu compiuta un'unica missione primaria sull'aeroporto di Gilze en Rijen, effettuata non a caso in una giornata di maltempo per evitare perdite, da cui Eaker volle tenersi alla larga usando anche, per la prima volta, la contromisura window. In ottobre andò perso il 9,1% dei velivoli impiegati e il 45,6% risultò danneggiato.
Dopo lo smacco del 14 ottobre, l'VIII Bomber Command non si addentrò più in profondità nel territorio germanico e le perdite, negli ultimi due mesi del 1943, si attestarono rispettivamente al 3,7 e al 3,4% degli aerei inviati in missione. La Patria della Wehrmacht venne fittamente sorvolata dai bombardieri pesanti, mentre Francia, Belgio e Olanda spettarono ai B-26 Marauder. In tutti questi attacchi vennero arrecati danni mediocri agli obiettivi prestabiliti, ma le zone civili e abitative, nonostante Eaker si vantasse di condurre bombardamenti di precisione, vennero comunque duramente colpite.

### 1944: Argument e lo scioglimento

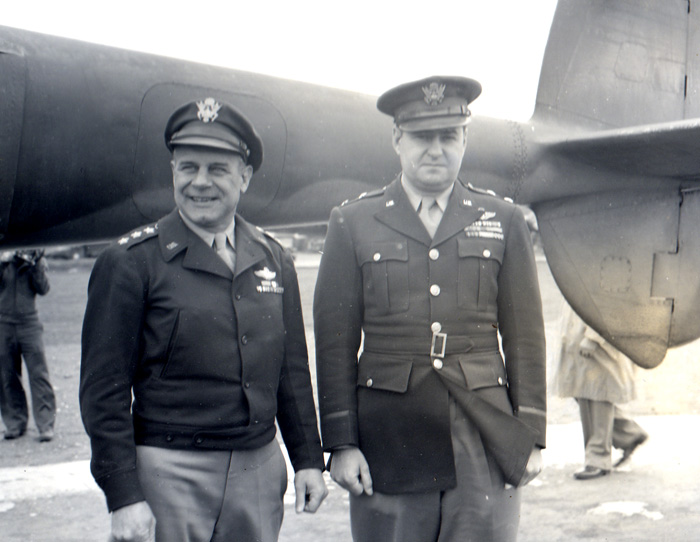
Il generale James Doolittle, nuovo comandante del VIII Bomber Command, e il generale Curtis LeMay, comandante del 4th Bomb Wing e ideatore delle tattiche del combat box.

Le prime importanti missioni del gennaio 1944 furono i bombardamenti delle industrie aeronautiche di Halberstadt, Oschersleben, Braunschweig e Magdeburgo, attaccate l'11 del mese da 720 bombardieri protetti da un ingente numero di caccia angloamericani, anche se solo i nuovi North American P-51 Mustang avevano sufficiente autonomia per volare fino agli obiettivi; a causa di questo calo di "sorveglianza", caddero 59 bombardieri ma 663 riuscirono ugualmente a sganciare le bombe. Il 29 gennaio 806 bombardieri centrarono efficacemente le industrie aeronautiche di Francoforte sul Meno e Friedrichshafen, questa volta con poche perdite (12 aerei per l'esattezza).

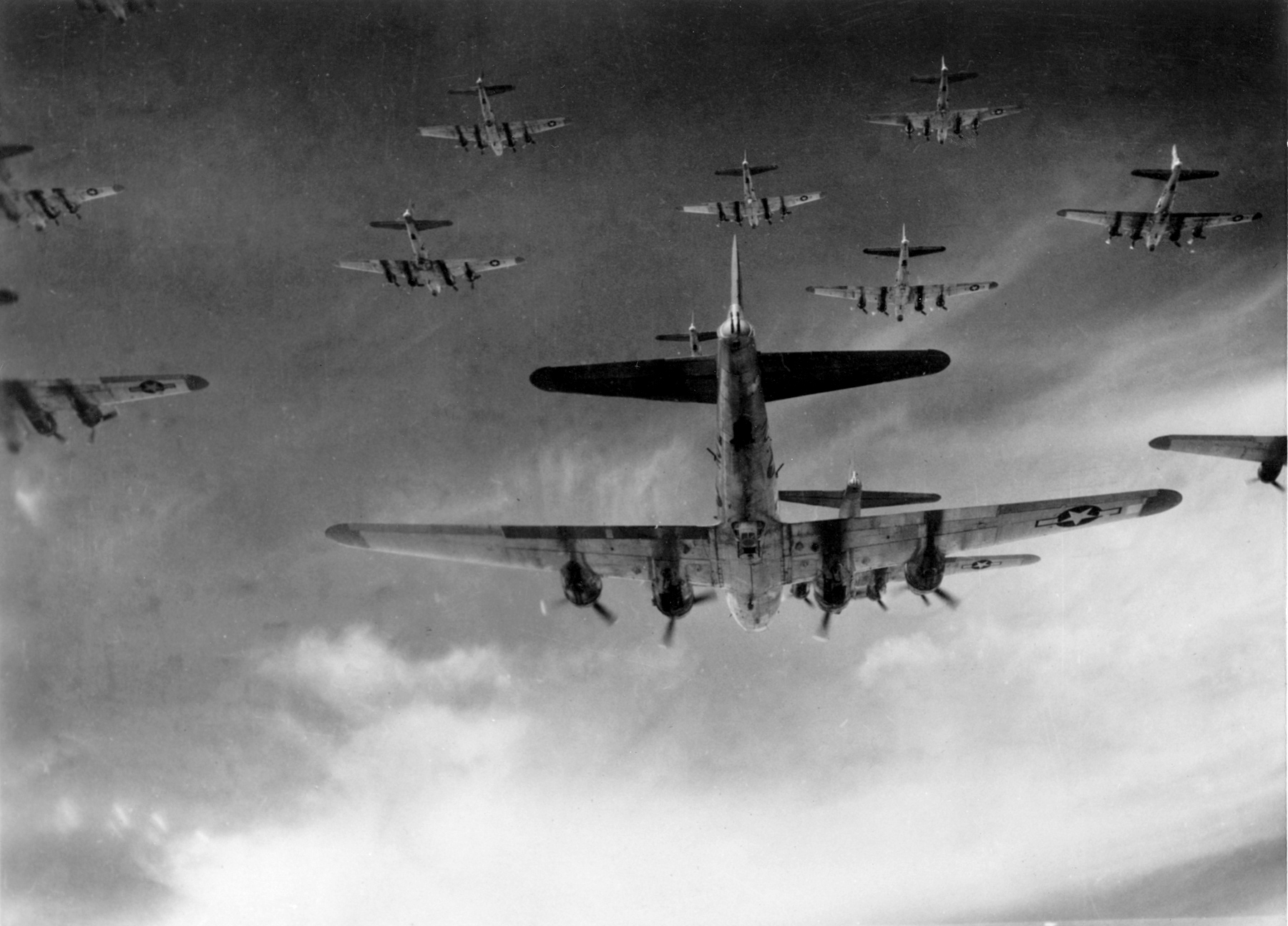
Formazione di B-17

Il generale Arnold, capo dell'USAAF, dopo aver ricevuto ordini da Washington e dallo SHAEF, riprogrammò gli obiettivi della Eighth Air Force, di cui l'VIII Bomber Command era parte, in modo da occuparsi prioritariamente, nel febbraio 1944, dell'industria aeronautica tedesca e di tutto ciò che vi era collegato (stabilimenti di montaggio, officine di riparazione, aeroporti e fabbriche di cuscinetti a sfera). I primi raid in questo senso iniziarono il 3 febbraio su Wilhelmshaven, continuando il 4 su Francoforte, il 10 su Braunschweig e Gilze en Rijen, l'11 di nuovo su Francoforte. Seguì una pausa di una decina di giorni, necessaria per prepararsi all'operazione Argument, la grande offensiva angloamericana (più americana che inglese per attività svolta) diretta contro le diciassette maggiori fabbriche aeronautiche e i venti principali campi d'aviazione di Hitler. Nella mattina del 20 febbraio la Eighth Air Force mobilitò quasi tutti i velivoli a sua disposizione per colpire le fabbriche situate nella direttrice Braunschweig-Magdeburgo-Lipsia e altre zone (Tutow, Bernburg, Gotha, Oschersleben, Poznań, Berlino e Dresda). Il giorno seguente i bombardieri tornarono su Braunschweig, Bernburg e Hallenstadt. Il 22 e il 23 febbraio le missioni vennero ridotte per lasciare il posto alla Fifteenth Air Force che operava dall'Italia, ma il 24 i voli ripresero su Schweinfurt (che non subì danni rilevanti), Gotha, Tutow, Kreising e Poznań. Nell'ultimo giorno dell'operazione Argument (25 febbraio), circa 2.000 aerei dell'Ottava e Quindicesima forza aerea USAAF diressero verso la Germania: l'unico obiettivo attaccato da entrambe le grandi unità militari furono le fabbriche Messerschmitt di Ratisbona, gravemente danneggiate, mentre la sola Eighth Air Force riscosse un successo sopra le fabbriche di Fürth, di portata minore nelle zone di Augusta, Stoccarda, Diepholz e Rostock.
La storia dell'VIII Bomber Command era comunque finita, di nome ma non di fatto, già dal 22 febbraio 1944, quando l'USAAF venne completamente riorganizzata: il generale Ira C. Eaker venne trasferito al comando supremo delle Mediterrenean Allied Air Forces, la Eighth Air Force diventò la United States Strategic Air Forces in Europe agli ordini del generale Carl Spaatz, e l'VIII Bomber Command cambiò nome in Eighth Air Force, al cui comando fu messo il generale Jimmy Doolittle.